# Ајран (Тексас)
Ајран (енгл. Iraan) град је у америчкој савезној држави Тексас. По попису становништва из 2010. у њему је живело 1.229 становника.

## Демографија
Према попису становништва из 2010. у граду је живело 1.229 становника, што је 9 (0,7%) становника мање него 2000. године.
| Група             | 2000.       | 2010.       |
| Белци             | 769 (62,1%) | 551 (44,8%) |
| Афроамериканци    | 1 (0,1%)    | 23 (1,9%)   |
| Азијати           | 0 (0,0%)    | 3 (0,2%)    |
| Хиспаноамериканци | 452 (36,5%) | 654 (53,2%) |
| Укупно            | 1.238       | 1.229       |